# آفند صدروزه
آفند صدروزه (به انگلیسی: Hundred Days Offensive) (۸ اوت - ۱۱ نوامبر ۱۹۱۸) مجموعه‌ای از حملات گسترده متفقین بود که به جنگ جهانی اول پایان داد. با شروع نبرد آمیان (۸ تا ۱۲ اوت) در جبهه غربی، متفقین ارتش امپراتوری آلمان را عقب رانده و دستاوردهای آن از آفند بهاره آلمان را خنثی کردند.
آلمانی‌ها به خط هیندنبورگ عقب‌نشینی کردند، اما متفقین با پیروزی‌های متوالی، که از نبرد کانال سنت کوئنتین در ۲۹ سپتامبر شروع شد، خط را شکستند. این حمله مستقیماً به آتش‌بس در ۱۱ نوامبر ۱۹۱۸ منجر شد که جنگ را با پیروزی متفقین به پایان رساند. اصطلاح «آفند صد روزه» به یک نبرد خاص یا یک استراتژی اشاره نمی‌کند، بلکه به مجموعه ای سریع از پیروزی‌های متفقین اشاره دارد.

## پس‌زمینه
آفند بهاره آلمان در جبهه غربی در ۲۱ مارس ۱۹۱۸ با عملیات میشائیل آغاز شده بود و تا ژوئیه پایان یافت. ارتش آلمان تا رودخانه مارن پیشروی کرده بود، اما نتوانست به هدف خود برای پیروزی‌ای که تعیین‌کننده جنگ باشد، دست یابد. هنگامی که عملیات مارن-ریمس آلمان در ژوئیه به پایان رسید، فرمانده عالی متفقین، فردیناند فوش، دستور یک ضد حمله را صادر کرد که به عنوان دومین نبرد مارن شناخته می‌شود. آلمانی‌ها با درک موقعیت غیرقابل دفاع خود، از مارن به سمت شمال عقب‌نشینی کردند. برای این پیروزی به فوش عنوان مارشال فرانسه اعطا شد.
پس از اینکه پیشروی آلمانی‌ها متوقف شد، فوش توضیح داد که زمان مناسب برای حمله متفقین به مواضع آلمان رسیده است. نیروهای اعزامی آمریکا (AEF) به فرماندهی سرلشکر جان جی. پرشینگ به تعداد زیادی وارد فرانسه شده و ارتش متفقین را با منابع گسترده خود تقویت کرده بودند. پرشینگ مایل بود از ارتش خود به عنوان یک نیروی مستقل استفاده کند. نیروهای اعزامی بریتانیا (BEF) با تعداد زیادی از نیروهایی که از مبارزات سینا و فلسطین و از جبهه ایتالیا بازگشته بودند، و همچنین با نیروهای رزروی که سابقاً توسط نخست‌وزیر دیوید لوید جورج در بریتانیا به علت سرپیچی از خدمت بازداشت شده بود، تقویت شده بود.
برنامه ریزان نظامی تعدادی پیشنهاد را بررسی کردند. فوش با پیشنهاد فیلد مارشال سر داگلاس هیگ، فرمانده کل نیروهای اعزامی بریتانیا (BEF)، برای حمله به رودخانه سم، در شرق آمیان و جنوب غربی محل نبرد سم در سال ۱۹۱۶ موافقت کرد تا آلمانی‌ها را مجبور به دور شدن از راه‌آهن حیاتی آمیان-پاریس کند. همچنین این منطقه به این علت انتخاب شد که در تلاقی مرز نیروهای انگلیسی و فرانسوی و جاده آمیان-روا قرار داشت و به دو ارتش توان همکاری با یکدیگر می‌داد. زمین پیکاردی بر خلاف فلاندر، سطح خوبی برای تانک‌ها فراهم می‌کرد، و دفاع ارتش دوم آلمان به فرماندهی ژنرال گئورگ فون دِر مارویتز نسبتاً ضعیف بود، زیرا در فرآیندی به نام نفوذ مسالمت آمیز توسط استرالیایی‌ها مورد حمله مستمر قرار می‌گرفت.

## نبردها

### حمله در پیکاردی

#### نبرد آمیان
نبرد آمیان (با حمله فرانسوی‌ها به جناح جنوبی که نبرد مونتیدیه نامیده می‌شود) در ۸ اوت با حمله بیش از ۱۰ لشکر متفقین - نیروهای استرالیایی، کانادایی، بریتانیایی و فرانسوی - با بیش از ۵۰۰ تانک آغاز شد.

## یادداشت
1. ↑  فرمانده کل متفقین
2. ↑  فرمانده ارتش فرانسه
3. ↑  فرمانده گروه مرکزی ارتش کل
4. ↑  فرمانده نیروهای ذخیره
5. ↑  فرمانده ارتش گروه شرق
6. ↑  فرمانده BEF (ارتش اعزامی بریتانیا)
7. ↑  رئیس ستاد کل ارتش امپراتوری بریتانیا
8. ↑  فرمانده AEF (ارتش اعزامی آمریکا)
9. ↑  فرمانده گروه ارتش فلاندر
10. ↑  فرمانده سپاه اعزامی پرتغال
11. ↑  فرمانده لشکری سپاه اعزامی پرتغال
12. ↑  رئیس ستاد کل بزرگ ارتش آلمان
13. ↑  ژنرال سررشته‌دار اول
14. ↑  ژنرال سررشته‌دار اول
15. ↑  فرمانده گروه ارتش گالویتز
16. ↑  فرمانده گروه ارتش روپرشت بایرن
17. ↑  فرمانده گروه ارتش ولیعهد آلمان
18. ↑  فرمانده گروه ارتش بوهن
19. ↑  فرمانده گروه ارتش آلبرشت
20. ↑  همچنین دارای ۲۲۵۱ قبضه توپ در خط مقدم از مجموع ۳۵۰۰ قبضه توپ مورد استفاده آمریکایی‌ها بود.[۴]
21. ↑  برای کسب اطلاع بیشتر درمورد این واژه (آفند) به منبع بالا و این صفحه مراجعه کنید.
22. ↑  یعنی تصرف پاریس

## ارجاعات
1. ↑  Caracciolo, M. Le truppe italiane in Francia. Mondadori. Milan 1929
2. ↑  Julien Sapori, Les troupes italiennes en France pendant la première guerre mondiale, éditions Anovi, 2008
3. 1 2  Neiberg p. 95
4. ↑  Ayers p 81.
5. 1 2  Tucker 2014, p. 634.
6. ↑  Bond 1990, p. 20.
7. 1 2 3  Reid 2006, p. 448.
8. ↑  Statistics of the Military Effort of the British Empire During the Great War 1914–1920, The War Office, pp. 356–357.
9. ↑  احتشامی، جواد. «معنی آفند | لغت‌نامهٔ آنلاین دهخدا». قافیه‌یاب هم‌صدا و لغت‌نامه دهخدا. دریافت‌شده در ۲۰۲۴-۰۹-۲۵.
10. ↑  Bean. The Australian Imperial Force in France during the Allied Offensive:421.
11. ↑  Bean. The Australian Imperial Force in France during the Allied Offensive.. :155.
12. ↑  Bean. The Australian Imperial Force in France during the Allied Offensive.. :472.